# (12934) Bisque
(12934) Bisque (1999 TH16) – planetoida z grupy pasa głównego asteroid okrążająca Słońce w ciągu 3,31 lat w średniej odległości 2,22 j.a. Odkryta 11 października 1999 roku.